# Asociaciones locales de fútbol de Chile
Las asociaciones locales de fútbol de Chile son torneos amateurs que comienzan desde la región de Arica y Parinacota hasta la de Magallanes. La Tercera División A de Chile es la principal. Los equipos que bajan de la Tercera División B de Chile serán trasladados a la asociación donde ellos pertenecen. Los equipos que se coronen campeón, subcampeón y tercero o cuarto dependiendo del formato de torneo de cada asociación jugarán un campeonato regional; el equipo que resulte campeón tendrá el derecho de participar de la Interregional, Copa de Campeones Regionales o Campeonato nacional ANFA y el que resulte campeón se proclamará Campeón Nacional Amateur. El actual equipo campeón al año 2025 es el Club Deportivo Colo - Colo de Villarrica.
Los equipos que pertenezcan al fútbol amateur de norte a sur no disputan el ascenso pero si pueden postular a la Tercera División B y deben cumplir con todos los requerimientos que se necesiten para poder ingresar a la competencia. Además los equipos deben tener una cantidad de 5 años en ANFA. Los equipos que no cumplan con este período no podrán participar. Por último, recordar que esta es la última categoría, la que se destaca por la edad de los jugadores, que parte de los 17 años hasta los 23 años (dependiendo del reglamento de la temporada). Por su parte, las asociaciones locales no tienen límite de edad para sus futbolistas.

## Asociación Nacional de Fútbol Amateur

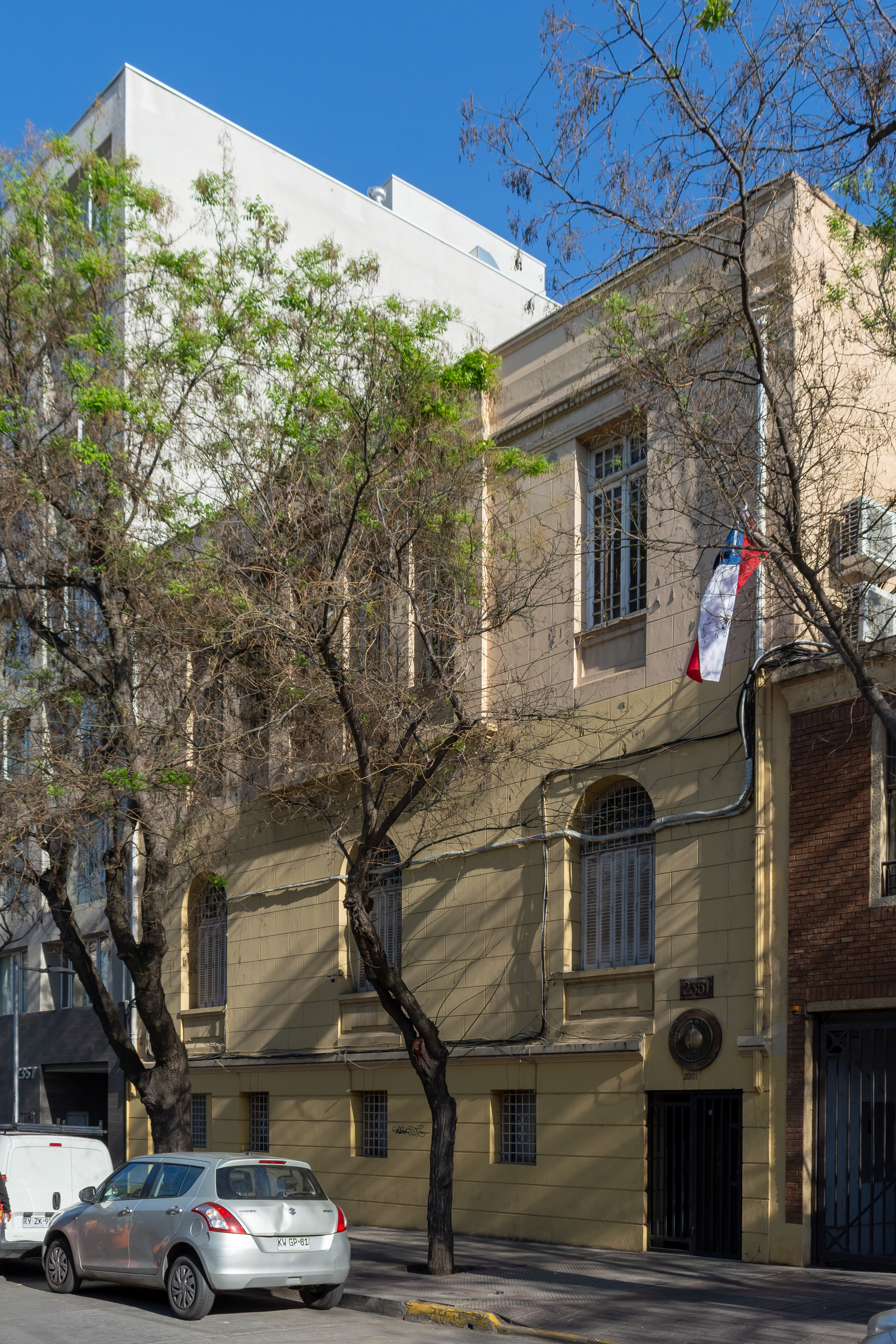
Sede de la Asociación Nacional de Fútbol Amateur en Santiago.

La Asociación Nacional de Fútbol Amateur (conocida por sus siglas ANFA) es la entidad rectora del fútbol Amateur chileno y forma, junto con la Asociación Nacional de Fútbol Profesional (ANFP), la Federación de Fútbol de Chile.
Su función es organizar y fomentar el fútbol no remunerado en todo Chile.

### Autoridades
La Asociación agrupa bajo su tutela a las siguientes autoridades:
- Consejo Directivo: autoridad máxima, está formado por los Presidentes de las quince Asociaciones Regionales del país;
- Directorio Nacional: corresponde la administración y dirección de la Corporación;
- Presidente: representante legal de la asociación;
- Tribunales: de Disciplina, Asuntos Patrimoniales y Honor;
- Comisión Revisora de Cuentas
- Comisiones permanentes y transitorias, que establezcan el Consejo y el Directorio.

### Organización
La ANFA está organizada en Asociaciones Regionales, las que a su vez están formadas por Asociaciones Locales, las que contienen a los clubes. Las Asociaciones Regionales cumplen la función de fiscalizar, controlar e informar al Directorio Nacional de la marcha de sus Asociaciones. El número mínimo para poder formar una Asociación Local es de ocho. La ANFA también dicta las pautas de los Torneos del Fútbol Femenino, Nacionales de Selecciones Infantiles, Juveniles, Adultos y Séniors. El mínimo para formar una asociación local es 6 clubes.

## Asociaciones regionales
La ANFA cuenta con 325 Asociaciones Locales, integrando un total de 3.894 equipos (entre hombres y mujeres), las cuales se agrupan en 16 Asociaciones Regionales, distribuidas del siguiente modo.

### Arica y Parinacota(5 Asociaciones / 94 Clubes)
| Liga                                    | Localidad | Equipos |
| --------------------------------------- | --------- | ------- |
| Asociación de Fútbol de Arica           | Arica     | 37      |
| Asociación de Fútbol Femenina Arica     | Arica     | 4       |
| Asociación Comandante San Martín        | Arica     | 15      |
| Asociación de Fútbol Morro de Arica     | Arica     | 26      |
| Asociación de Fútbol Once de Septiembre | Arica     | 12      |

### Tarapacá(5 Asociaciones / 50 Clubes)
| Liga                                                      | Localidad     | Equipos |
| --------------------------------------------------------- | ------------- | ------- |
| Asociación de Fútbol de Alto Hospicio                     | Alto Hospicio | 8       |
| Asociación de Fútbol Infantil Tierra de Campeones Iquique | Iquique       | 5       |
| Asociación de Fútbol de Iquique                           | Iquique       | 23      |
| Asociación de Fútbol de Pica                              | Pica          | 9       |
| Asociación de Fútbol de Pozo Almonte                      | Pozo Almonte  | 5       |

### Antofagasta(7 Asociaciones / 110 Clubes)
| Liga                                         | Localidad   | Equipos |
| -------------------------------------------- | ----------- | ------- |
| Asociación de Fútbol El Ancla                | Antofagasta | 13      |
| Asociación de Fútbol de Calama               | Calama      | 12      |
| Asociación de Fútbol de Chuquicamata         | Calama      | 11      |
| Asociación de Fútbol Luciano Durandeau Prado | Antofagasta | 48      |
| Asociación de Fútbol de Mejillones           | Mejillones  | 9       |
| Asociación de Fútbol de Taltal               | Taltal      | 7       |
| Asociación de Fútbol de Tocopilla            | Tocopilla   | 10      |

### Atacama(12 Asociaciones / 108 Clubes)
| Liga                                     | Localidad        | Equipos |
| ---------------------------------------- | ---------------- | ------- |
| Asociación de Fútbol de Caldera          | Caldera          | 5       |
| Asociación de Fútbol de Chañaral         | Chañaral         | 6       |
| Asociación de Fútbol de Copiapó          | Copiapó          | 21      |
| Asociación de Fútbol de Diego de Almagro | Diego de Almagro | 8       |
| Asociación de Fútbol Domeyko             | Domeyko          | 7       |
| Asociación de Fútbol de El Salvador      | El Salvador      | 5       |
| Asociación de Fútbol de Freirina         | Freirina         | 10      |
| Asociación de Fútbol de Huasco           | Huasco           | 7       |
| Asociación de Fútbol Minera El Algarrobo | Vallenar         | 11      |
| Asociación de Fútbol de Potrerillos      | Potrerillos      | 0       |
| Asociación de Fútbol de Tierra Amarilla  | Tierra Amarilla  | 11      |
| Asociación de Fútbol de Vallenar         | Vallenar         | 17      |

### Coquimbo(16 Asociaciones / 210 Clubes)
| Liga                                  | Localidad  | Equipos |
| ------------------------------------- | ---------- | ------- |
| Asociación de Fútbol de Andacollo     | Andacollo  | 9       |
| Asociación de Fútbol Diaguitas        | Ovalle     | 14      |
| Asociación de Fútbol de Combarbalá    | Combarbalá | 8       |
| Asociación de Fútbol de Coquimbo      | Coquimbo   | 25      |
| Asociación de Fútbol de Illapel       | Illapel    | 13      |
| Asociación de Fútbol La Pampa         | La Serena  | 15      |
| Asociación de Fútbol de La Serena     | La Serena  | 17      |
| Asociación de Fútbol de Los Llanos    | La Serena  | 5       |
| Asociación de Fútbol de Los Vilos     | Los Vilos  | 9       |
| Asociación de Fútbol de Ovalle        | Ovalle     | 18      |
| Asociación de Fútbol de Salamanca     | Salamanca  | 10      |
| Asociación de Fútbol Salamanca Centro | Salamanca  | 7       |
| Asociación de Fútbol San Juan         | Coquimbo   | 12      |
| Asociación de Fútbol Serena Norte     | La Serena  | 17      |
| Asociación de Fútbol Tierras Blancas  | Coquimbo   | 13      |
| Asociación de Fútbol de Vicuña        | Vicuña     | 18      |

### Valparaíso(50 Asociaciones / 595 Clubes)[3]
| Liga                                          | Localidad     | Equipos |
| --------------------------------------------- | ------------- | ------- |
| Asociación de Fútbol Alejo Barrios            | Valparaiso    | 18      |
| Asociación de Fútbol Algarrobbo               | Algarrobo     | 12      |
| Asociación de Fútbol Artificio                | La Calera     | 6       |
| Asociación de Fútbol El Belloto               | Quilpué       | 10      |
| Asociación de Fútbol Barón                    | Valparaiso    | 14      |
| Asociación de Fútbol Bernardo O´higgins       | Valparaiso    | 14      |
| Asociación de Fútbol Cabildo                  | Cabildo       | 13      |
| Asociación de Fútbol Calle Larga              | Los Andes     | 13      |
| Asociación de Fútbol Cartagena Mario Hinojosa | Cartagena     | 12      |
| Asociación de Fútbol Casablanca               | Casablanca    | 10      |
| Asociación de Fútbol Catemu                   | Catemu        | 14      |
| Asociación de Fútbol Con Con                  | Con Con       | 10      |
| Asociación de Fútbol Forestal Alto            | Viña del Mar  | 12      |
| Asociación de Fútbol Hijuelas                 | Hijuelas      | 17      |
| Asociación de Fútbol La Calera                | La Calera     | 8       |
| Asociación de Fútbol La Ligua                 | La Ligua      | 19      |
| Asociación de Fútbol Las Achupallas           | Viña del Mar  | 14      |
| Asociación de Fútbol Las Ventanas             | Puchuncaví    | 8       |
| Asociación de Fútbol Limache                  | Limache       | 5       |
| Asociación de Fútbol Llay Llay                | Llay Llay     | 5       |
| Asociación de Fútbol Los Andes                | Los Andes     | 14      |
| Asociación de Fútbol Los Placeres             | Valparaiso    | 10      |
| Asociación de Fútbol Luis Gomez Carreño       | Viña del Mar  | 10      |
| Asociación de Fútbol Miraflores Alto          | Viña del Mar  | 13      |
| Asociación de Fútbol Nogales                  | Nogales       | 13      |
| Asociación de Fútbol Nueva Aurora             | Viña del Mar  | 11      |
| Asociación de Fútbol Olmué                    | Olmué         | 12      |
| Asociación de Fútbol Osmán Perez Freire       | Valparaiso    | 19      |
| Asociación de Fútbol Panquehue                | Panquehue     | 10      |
| Asociación de Fútbol Presidente Manuel Montt  | Petorca       | 8       |
| Asociación de Fútbol Pedro Aguirre Cerda      | Valparaiso    | 8       |
| Asociación de Fútbol Puchuncaví               | Puchuncaví    | 7       |
| Asociación de Fútbol Puerta del Pacífico      | San Antonio   | 14      |
| Asociación de Fútbol Putaendo                 | Putaendo      | 22      |
| Asociación de Fútbol Quillota                 | Quillota      | 15      |
| Asociación de Fútbol Quilpué                  | Quilpué       | 16      |
| Asociación de Fútbol Quintero                 | Quintero      | 7       |
| Asociación de Fútbol Reñaca Alto              | Viña del Mar  | 8       |
| Asociación de Fútbol Rinconada de Los Andes   | Rinconada     | 14      |
| Asociación de Fútbol Rural de Llay Llay       | Llay Llay     | 12      |
| Asociación de Fútbol San Antonio              | San Antonio   | 12      |
| Asociación de Fútbol San Esteban              | San Esteban   | 15      |
| Asociación de Fútbol San Felipe               | San Felipe    | 12      |
| Asociación de Fútbol Santa Inés               | Viña del Mar  | 8       |
| Asociación de Fútbol Santa María              | Santa María   | 17      |
| Asociación de Fútbol Unión Peñablanca         | Villa Alemana | 10      |
| Asociación de Fútbol Unión Pacífico           | Zapallar      | 9       |
| Asociación de Fútbol Valparaiso               | Valparaiso    | 9       |
| Asociación de Fútbol Viña del Mar             | Viña del Mar  | 17      |
| Asociación de Fútbol Villa Alemana            | Villa Alemana | 9       |

### Metropolitana
| Liga                                        | Localidad   | Equipos |
| ------------------------------------------- | ----------- | ------- |
| Asociación de Fútbol El Pinar               | San Joaquín | 17      |
| Asociación de Fútbol Independiente Peñaflor | Peñaflor    | 21      |

### O'Higgins
Asociación de fútbol de Santa Cruz 

### Maule(32 Asociaciones / 302 Clubes)[4]
| Liga                                      | Localidad                | Equipos |
| ----------------------------------------- | ------------------------ | ------- |
| Asociación de Fútbol Abate Molina         | Villa Alegre             | 8       |
| Asociación de Fútbol de Cauquenes         | Cauquenes                | 9       |
| Asociación de Fútbol de Chanco            | Chanco                   | 5       |
| Asociación de Fútbol Colbún Machicura     | Colbún                   | 20      |
| Asociación de Fútbol de Constitución      | Constitución             | 9       |
| Asociación de Fútbol de Curepto           | Curepto                  | 7       |
| Asociación de Fútbol de Curicó            | Curicó                   | 16      |
| Asociación de Fútbol de Empedrado         | Empedrado                | 5       |
| Asociación de Fútbol de Hualañé           | Hualañé                  | 7       |
| Asociación de Fútbol de Licantén          | Licantén                 | 6       |
| Asociación de Fútbol de Linares           | Linares                  | 14      |
| Asociación de Fútbol de Longaví           | Longaví                  | 13      |
| Asociación de Fútbol de Lontue            | Lontue                   | 6       |
| Asociación de Fútbol de Maule             | Maule                    | 6       |
| Asociación de Fútbol de Molina            | Molina                   | 6       |
| Asociación de Fútbol de Parral            | Parral                   | 7       |
| Asociación de Fútbol de Pelarco           | Pelarco                  | 4       |
| Asociación de Fútbol de Pencahue          | Pencahue                 | 6       |
| Asociación de Fútbol de Rauco             | Rauco                    | 9       |
| Asociación de Fútbol de Retiro            | Retiro                   | 5       |
| Asociación de Fútbol de Río Claro         | Río Claro                | 12      |
| Asociación de Fútbol de Romeral           | Romeral                  | 6       |
| Asociación de Fútbol de Sagrada Familia   | Sagrada Familia          | 12      |
| Asociación de Fútbol de San Clemente      | San Clemente             | 9       |
| Asociación de Fútbol de San Javier        | San Javier de Loncomilla | 12      |
| Asociación de Fútbol de San Rafael        | San Rafael               | 6       |
| Asociación de Fútbol de Talca             | Talca                    | 13      |
| Asociación de Fútbol de Teno              | Teno                     | 14      |
| Asociación de Fútbol Víctor Zavala Bravo  | Linares                  | 12      |
| Asociación de Fútbol de Villa Alegre      | Villa Alegre             | 13      |
| Asociación de Fútbol de Villa San Agustín | Talca                    | 15      |
| Asociación de Fútbol de Yerbas Buenas     | Yerbas Buenas            | 10      |

### La Araucanía(29 Asociaciones / 225 Clubes)[5]
| Liga                                    | Localidad       | Equipos |
| --------------------------------------- | --------------- | ------- |
| Asociación de Fútbol Angol              | Angol           | 12      |
| Asociación de Fútbol Carahue            | Carahue         | 6       |
| Asociación de Fútbol Carlos Scheeberger | Temuco          | 14      |
| Asociación de Fútbol Cautín             | Temuco          | 7       |
| Asociación de Fútbol Chol Chol          | Chol Chol       | 6       |
| Asociación de Fútbol Collipulli         | Collipulli      | 7       |
| Asociación de Fútbol Cunco              | Cunco           | 5       |
| Asociación de Fútbol Curacautín         | Curacautín      | 7       |
| Asociación de Fútbol Freire             | Freire          | 10      |
| Asociación de Fútbol Galvarino          | Galvarino       | 6       |
| Asociación de Fútbol Gorbea             | Gorbea          | 7       |
| Asociación de Fútbol Lautaro            | Lautaro         | 10      |
| Asociación de Fútbol Licanray           | Licanray        | 4       |
| Asociación de Fútbol Llaima Vilcún      | Vilcún          | 7       |
| Asociación de Fútbol Loncoche           | Loncoche        | 6       |
| Asociación de Fútbol Los Sauces         | Los Sauces      | 7       |
| Asociación de Fútbol Mariluan           | Victoria        | 8       |
| Asociación de Fútbol Nueva Imperial     | Nueva Imperial  | 9       |
| Asociación de Fútbol Padre las Casas    | Padre las Casas | 9       |
| Asociación de Fútbol Pitrufquén         | Pitrufquén      | 6       |
| Asociación de Fútbol Pucón              | Pucón           | 7       |
| Asociación de Fútbol Puerto Saavedra    | Puerto Saavedra | 5       |
| Asociación de Fútbol Purén              | Purén           | 6       |
| Asociación de Fútbol Renaico            | Renaico         | 6       |
| Asociación de Fútbol Temuco             | Temuco          | 19      |
| Asociación de Fútbol Toltén             | Toltén          | 7       |
| Asociación de Fútbol Traiguén           | Traiguén        | 7       |
| Asociación de Fútbol Unión entre Rios   | Teodoro Schmidt | 5       |
| Asociación de Fútbol Villarrica         | Villarrica      | 10      |

### Los Ríos(13 Asociaciones / 107 Clubes)
| Liga                                             | Localidad                | Equipos |
| ------------------------------------------------ | ------------------------ | ------- |
| Asociación de Fútbol de Corral                   | Corral                   | 8       |
| Asociación de Fútbol de Futrono                  | Futrono                  | 8       |
| Asociación de Fútbol de La Unión                 | La Unión                 | 9       |
| Asociación de Fútbol de Lago Ranco               | Lago Ranco               | 9       |
| Asociación de Fútbol de Lanco                    | Lanco                    | 6       |
| Asociación de Fútbol Las Ánimas                  | Valdivia                 | 10      |
| Asociación de Fútbol de Los Lagos                | Los Lagos                | 5       |
| Asociación de Fútbol de Máfil                    | Máfil                    | 5       |
| Asociación de Fútbol de Paillaco                 | Paillaco                 | 8       |
| Asociación de Fútbol de Panguipulli              | Panguipulli              | 7       |
| Asociación de Fútbol de Río Bueno                | Río Bueno                | 11      |
| Asociación de Fútbol de San José de la Mariquina | San José de la Mariquina | 7       |
| Asociación de Fútbol de Valdivia                 | Valdivia                 | 14      |

### Los Lagos(22 Asociaciones / 184 clubes)
| Liga                                      | Localidad    | Equipos |
| ----------------------------------------- | ------------ | ------- |
| Asociación de Fútbol de Alerce            | Alerce       | 9       |
| Asociación de Fútbol de Ancud             | Ancud        | 8       |
| Asociación de Fútbol de Calbuco           | Calbuco      | 8       |
| Asociación de Fútbol Carelmapu            | Carelmapu    | 5       |
| Asociación de Fútbol de Castro            | Castro       | 10      |
| Asociación de Fútbol de Chaitén           | Chaitén      | 4       |
| Asociación de Fútbol de Chonchi           | Chonchi      | 9       |
| Asociación de Fútbol Comunal Puerto Octay | Puerto Octay | 5       |
| Asociación de Fútbol de Entre Lagos       | Entre Lagos  | 7       |
| Asociación de Fútbol de Fresia            | Fresia       | 7       |
| Asociación de Fútbol de Llanquihue        | Llanquihue   | 11      |
| Asociación de Fútbol de Los Muermos       | Los Muermos  | 7       |
| Asociación de Fútbol de Maullín           | Maullín      | 5       |
| Asociación de Fútbol Nueva Frutillar      | Frutillar    | 9       |
| Asociación de Fútbol de Osorno            | Osorno       | 12      |
| Asociación de Fútbol de Puerto Montt      | Puerto Montt | 14      |
| Asociación de Fútbol de Puerto Varas      | Puerto Varas | 10      |
| Asociación de Fútbol de Purranque         | Purranque    | 8       |
| Asociación de Fútbol de Quellón           | Quellón      | 8       |
| Asociación de Fútbol de Rahue             | Rahue        | 14      |
| Asociación de Fútbol de Río Negro         | Río Negro    | 6       |
| Asociación de Fútbol de San Pablo         | San Pablo    | 8       |

### Aysén(6 Asociaciones / 41 clubes)
| Liga                                     | Localidad     | Equipos |
| ---------------------------------------- | ------------- | ------- |
| Asociación Deportiva Local 12 de Octubre | Coyhaique     | 0       |
| Asociación de Fútbol de Chile Chico      | Chile Chico   | 6       |
| Com. Nac. Femenino Undécima              |               | 3       |
| Asociación de Fútbol de Coyhaique        | Coyhaique     | 18      |
| Asociación de Fútbol de Puerto Aisén     | Puerto Aysén  | 10      |
| Asociación de Fútbol de Puerto Cisnes    | Puerto Cisnes | 4       |

### Magallanes(5 Asociaciones / 43 Clubes)
| Liga                                  | Localidad      | Equipos |
| ------------------------------------- | -------------- | ------- |
| Asociación de Fútbol 18 de Septiembre | Punta Arenas   | 13      |
| Asociación de Fútbol Barrio Sur       | Punta Arenas   | 10      |
| Asociación de Fútbol Punta Arenas     | Punta Arenas   | 9       |
| Asociación de Fútbol Última Esperanza | Puerto Natales | 9       |
| Asociación de Fútbol Porvenir         | Porvenir       | 3       |

## Historial Copa de Campeones ANFA
| The Chilean Traiguén | Huracán Renca |

| San Francisco Valparaíso | Deportes Purranque Purranque |

| Juventud Unida Coquimbo | Juventud Tricolor Lo Espejo |

| San Francisco Valparaíso | Enrique Signe Santiago |

| Ambrosio O'Higgins Los Andes | O'Higgins Arica |

| Unión San Carlos San Carlos | Miramontes Las Condes |

| Thunder Coquimbo | Sokol Croata Punta Arenas |

| Azucol Rosario | Lautaro Tierra Amarilla |

| Temsa Rengo | Bernardo O'Higgins Tierra Amarilla |

| Estrella Graneros | Adolfo Nef Peñalolén |

| Estrella del Sur Castro | Unión Veterana Peumo |

| Alianza Bellavista Concepción | Club El Rayo Quintero |

| Cardenal Caro Pichilemu | Bancario Osorno |

| Naranjal Villa Alegre | Soproagro Calama |

| Unión Católica Nogales | Independiente de Ñuñoa Macul |

| Luchador Coñaripe | Las Ánimas del Quisco Coquimbo |

| Maestranza Iquique | Lord Cochrane Puerto Aysén |

| Unión Católica Negales | Favorita Lontué |

| Juan Costa Puerto Varas | Cóndor Pichidegua |

| Atlético Balmaceda San Antonio | Audax Futrono |

| Juventud Polonia Lo Espejo | Prat Punta Arenas |

| Atlético Balmaceda San Antonio | José Miguel Carrera Purranque |

| Dinamo Quillota | Luchador Coñaripe |

| Pueblo Nuevo La Calera | Quesos Kumey Purranque |

| Delfines Los Vilos | Juventud Unida Dalcahue Dalcahue |

| Asotel Antofagasta | Colón Padre Las Casas |

| Comercio Castro | Caupolicán La Serena |

| Unión Santa Amelia San Francisco de Mostazal | Barrancas Puerto Montt |

| Asotel Antofagasta | Roberto Mateos Chillán |

| Los Copihues La Serena | Sokol Croata Punta Arenas |

| La Higuera La Ligua | Royal Futrono |

| Unión Bellavista Coquimbo | Colo-Colito Concepción |

| Legua Juniors San Joaquín | Ferroviarios Monte Águila |

| Severo Cofré Calbuco | Juan Lyon San Roberto Pichidegua |

     Nombre oficial del torneo.

 1 Ambas Finales se jugadon en la ciudad de Punta Arenas, por acuerdo de ambos clubes, dabo el ofrecimiento del club puntarense de costear la estadía en la ciudad al club visitante, eliminandose así la ventaja por goles convertidos sino por partidos ganados.
 2 Finales disputada ida y vuelta, se desconoce de marcador en el partido de ida.
 3 Cóndor y Dante Fc obtubieron sus Campeonatos Interregionales en febrero del año 2020, ganándose el derecho de jugar la final nacional el mismo año, pero debido a la pandemia del Covid-19 se retrasó y finalmente se jugó el 30 de abril del 2022.

## Palmarés
| Club                                  | Campeón | Subcampeón | Temporadas Campeón | Temporadas Subcampeón |
| ------------------------------------- | ------- | ---------- | ------------------ | --------------------- |
| Paniahue                              | 3       | 0          | 2010, 2011, 2015   |                       |
| Unión Bellavista                      | 2       | 0          | 2017, 2019         |                       |
| Estrella                              | 2       | 0          | 2007, 2009         |                       |
| Cóndor                                | 1       | 1          | 2020               | 2025                  |
| Cardenal Caro                         | 1       | 1          | 1998               | 2000                  |
| Lintz                                 | 1       | 1          | 1992               | 1990                  |
| Arauco                                | 1       | 1          | 2000               | 2002                  |
| Lord Cochrane                         | 1       | 1          | 2008               | 2010                  |
| Arturo Prat                           | 1       | 1          | 1988               | 2007                  |
| Juventud Varsovia                     | 1       | 1          | 2012               | 1997                  |
| Coloso                                | 1       | 0          | 1993               |                       |
| Unión Bellavista                      | 1       | 0          | 1989               |                       |
| Independiente                         | 1       | 0          | 1990               |                       |
| C.C.U.                                | 1       | 0          | 1991               |                       |
| Aserraderos Pacífico                  | 1       | 0          | 1994               |                       |
| Santos FC                             | 1       | 0          | 1995               |                       |
| Estrella del Sur                      | 1       | 0          | 1997               |                       |
| Unión Católica                        | 1       | 0          | 1999               |                       |
| Población Balmaceda                   | 1       | 0          | 2002               |                       |
| Huracán                               | 1       | 0          | 2003               |                       |
| Unión Compañía                        | 1       | 0          | 2004               |                       |
| Unión Wanderers-General Lagos         | 1       | 0          | 2005               |                       |
| Instituto Regional Federico Errázuriz | 1       | 0          | 2006               |                       |
| Deportivo Escondida                   | 1       | 0          | 2013               |                       |
| Atlético Balmaceda                    | 1       | 0          | 2014               |                       |
| Juventud Unida Dalcahue               | 1       | 0          | 2016               |                       |
| Población Los Nogales                 | 1       | 0          | 2018               |                       |
| La Higuera                            | 1       | 0          | 2023               |                       |
| Marcos Trincado                       | 1       | 0          | 2024               |                       |
| Colo-Colo Villarrica                  | 1       | 0          | 2025               |                       |

### Títulos por región
| Región             | Títulos | Clubes |
| ------------------ | ------- | --- |
| O'Higgins          | 10      | Paniahue (3), Cardenal Caro (1), Estrella (2), Unión Compañía (1), Instituto Regional Federico Errázuriz (1), Cóndor (1) y Marcos Trincado (1) |
| Los Lagos          | 4       | Lintz (1), Arauco (1), Estrella del Sur (1) y Juventud Unida Dalcahue (1)                                                                      |
| Metropolitana      | 3       | Población Balmaceda (1), Juventud Varsovia (1) y Población Los Nogales (1)                                                                     |
| Antofagasta        | 3       | Unión Bellavista (1), C.C.U. (1) y Deportivo Escondida (1)                                                                                     |
| Valparaíso         | 3       | Unión Católica (1), Atlético Balmaceda (1) y La Higuera (1)                                                                                    |
| Maule              | 3       | Independiente (1), Arturo Prat (1) y Aserraderos Pacífico (1)                                                                                  |
| Coquimbo           | 2       | Unión Bellavista (2) |
| Biobío             | 2       | Huracán (1) y Lord Cochrane (1) |
| La Araucanía       | 2       | Santos FC (1) y Colo-Colo Villarrica (1) |
| Arica y Parinacota | 1       | Coloso (1) |
| Los Ríos           | 1       | Unión Wanderers-General Lagos (1) |

## Campeones Regionales

### Campeones ANFA (Categoría Honor) Arica y Parinacota
| Año  | Campeón                               |
| 2008 | Trasandino de Socoroma (Arica)        |
| 2009 | O'Higgins (Arica)                     |
| 2010 | Trasandino de Socoroma (Arica) (2)    |
| 2011 | Atlético Esmeralda (Arica)            |
| 2012 | North American College (Arica)        |
| 2013 | O'Higgins (Arica) (2)                 |
| 2014 | North American College (Arica) (2)    |
| 2015 | Trasandino de Socoroma (Arica) (3)    |
| 2016 | O'Higgins (Arica) (3)                 |
| 2017 | 11 de Septiembre (Arica)              |
| 2018 | Trasandino de Socoroma (Arica) (4)    |
| 2019 | Trasandino de Socoroma (Arica) (5)    |
| 2020 | Cancelado por la Pandemia de COVID-19 |
| 2021 | Cancelado por la Pandemia de COVID-19 |
| 2022 | Trasandino de Socoroma (Arica) (6)    |
| 2023 | Estrella Celeste (Arica)              |
| 2024 | Patiperros (Arica)                    |
| 2025 | North American College (Arica) (3)    |

### Campeones ANFA (Categoría Honor) Tarapacá
| Año  | Campeón                               |
| 1988 | Estrella de Chile (Iquique)           |
| 1989 |                                       |
| 1990 |                                       |
| 1991 |                                       |
| 1992 | O'Higgins (Arica)                     |
| 1993 | Coloso (Arica)                        |
| 1994 |                                       |
| 1995 |                                       |
| 1996 | Coloso (Arica)                        |
| 1997 | Mutual de Seguridad (Arica)           |
| 1998 | Maestranza (Iquique)                  |
| 1999 | Unión (Iquique)                       |
| 2000 | Mutual de Seguridad (Arica)           |
| 2001 | Unión (Iquique)                       |
| 2002 | Yungay (Iquique)                      |
| 2003 | Sportiva Italiana (Iquique)           |
| 2004 | Pesquera Guanaye (Arica)              |
| 2005 | Maestranza (Iquique)                  |
| 2006 | Maestranza (Iquique)                  |
| 2007 | Maestranza (Iquique)                  |
| 2008 | Libertad (Iquique)                    |
| 2009 | Yungay (Iquique)                      |
| 2010 | Cavancha (Iquique)                    |
| 2011 | Yungay (Iquique)                      |
| 2012 | Unión Pueblo Nuevo (Iquique)          |
| 2013 | Jorge Fuenzalida (Iquique)            |
| 2014 | Unión (Iquique)                       |
| 2015 | Unión (Iquique)                       |
| 2016 | Unión (Iquique)                       |
| 2017 | Jorge Fuenzalida (Iquique)            |
| 2018 | Norte Unido (Iquique)                 |
| 2019 | Matilla (Pica)                        |
| 2020 | Cancelado por la Pandemia de COVID-19 |
| 2021 | Cancelado por la Pandemia de COVID-19 |
| 2022 | Unión (Iquique)                       |
| 2023 | Norte Unido (Iquique)                 |
| 2024 | Norte Unido (Iquique)                 |

### Campeones ANFA (Categoría Honor) Antofagasta
| Año  | Campeón                                  |
| 1988 | Fertilizante (Mejillones)                |
| 1989 | Unión Bellavista (Antofagasta)           |
| 1990 |                                          |
| 1991 | CCU (Antofagasta)                        |
| 1992 |                                          |
| 1993 |                                          |
| 1994 |                                          |
| 1995 | Unión Bellavista (Antofagasta)           |
| 1996 |                                          |
| 1997 | Unión Marítimo (Taltal)                  |
| 1998 | Cisternas (Chuquicamata)                 |
| 1999 | Huracán (Antofagasta)                    |
| 2000 | Arauco (Tocopilla)                       |
| 2001 | Universidad Católica (Antofagasta)       |
| 2002 | Universidad de Antofagasta (Antofagasta) |
| 2003 | Caupolicán (Tocopilla)                   |
| 2004 | Universidad Católica (Antofagasta)       |
| 2005 | Caupolicán (Tocopilla)                   |
| 2006 | Marítimo (Mejillones)                    |
| 2007 | Chile Sporting (Tocopilla)               |
| 2008 | Asotel (Antofagasta)                     |
| 2009 | Asotel (Antofagasta)                     |
| 2010 | Tortuga (Tocopilla)                      |
| 2011 | Boca Juniors (Antofagasta)               |
| 2012 | CSD Escondida (Antofagasta)              |
| 2013 | CSD Escondida (Antofagasta)              |
| 2014 | Asotel (Antofagasta)                     |
| 2015 | Asotel (Antofagasta)                     |
| 2016 | Asotel (Antofagasta)                     |
| 2017 | Asotel (Antofagasta)                     |
| 2018 | Asotel (Antofagasta)                     |
| 2019 | Central Norte (Antofagasta)              |
| 2020 | Cancelado por la Pandemia de COVID-19    |
| 2021 | Cancelado por la Pandemia de COVID-19    |
| 2022 | Central Norte (Antofagasta)              |
| 2023 | Central Norte (Antofagasta)              |
| 2024 | Eléctrico Refinería (Chuquicamata)       |
| 2025 | San Antonio Norte (Taltal)               |

### Campeones ANFA (Categoría Honor) Atacama
| Año  | Campeón                               |
| 1984 | Cacremi (Vallenar)                    |
| 1985 |                                       |
| 1986 | Cacremi (Vallenar)                    |
| 1987 |                                       |
| 1988 | Bernardo O'Higgins (Tierra Amarilla)  |
| 1989 | Atacama (Vallenar)                    |
| 1990 | Juventus (Caldera)                    |
| 1991 | Juventus (Caldera)                    |
| 1992 | Juventud Marítimo (Huasco)            |
| 1993 |                                       |
| 1994 |                                       |
| 1995 | Lautaro (Tierra Amarilla)             |
| 1996 |                                       |
| 1997 | Bernardo O'Higgins (Tierra Amarilla)  |
| 1998 | Unión Carrera (Vallenar)              |
| 1999 | Estrella del Huasco (Vallenar)        |
| 2000 | Bellavista (Chañaral)                 |
| 2001 | Guacolda (Huasco)                     |
| 2002 | Estrella Roja (Tierra Amarilla)       |
| 2003 | Estrella Roja (Tierra Amarilla)       |
| 2004 | Deportivo Atacama (Vallenar)          |
| 2005 | Estrella del Huasco (Vallenar)        |
| 2006 | Audax Italiano (Copiapó)              |
| 2007 | Bellavista (Chañaral)                 |
| 2008 | Juventus (Caldera)                    |
| 2009 | Juventud Marítimo (Huasco)            |
| 2010 | Estrella del Huasco (Vallenar)        |
| 2011 | Juventud Hospital (Chañaral)          |
| 2012 | Unión Caldera (Caldera)               |
| 2013 | Unión Caldera (Caldera)               |
| 2014 | Bernardo O'Higgins (Tierra Amarilla)  |
| 2015 | Bernardo O'Higgins (Tierra Amarilla)  |
| 2016 | Juventud Marítimo (Huasco)            |
| 2017 | Bernardo O'Higgins (Tierra Amarilla)  |
| 2018 | Juventud Marítimo (Huasco)            |
| 2019 | Bellavista (Chañaral)                 |
| 2020 | Cancelado por la Pandemia de COVID-19 |
| 2021 | Cancelado por la Pandemia de COVID-19 |
| 2022 | Ojanco (Tierra Amarilla)              |
| 2023 | Barcelona-Biocobre (Copiapó)          |
| 2024 | Barcelona-Biocobre (Copiapó)          |

### Campeones ANFA (Categoría Honor) Coquimbo
| Año  | Campeón                                   |
| 1978 | Ferrobadminton (La Serena)                |
| 1979 | Unión Coll (La Serena)                    |
| 1980 | Unión Coll (La Serena)                    |
| 1981 | Halcones Negros del Llano (Coquimbo)      |
| 1982 | Unión Coll (La Serena)                    |
| 1983 | Unión Coll (La Serena)                    |
| 1984 | Unión Coll (La Serena)                    |
| 1985 | American Club (Coquimbo)                  |
| 1986 | CD Liserco (Coquimbo)                     |
| 1987 | Union Minas Tofo (La Serena)              |
| 1988 | Unión Tierras Blancas (Coquimbo)          |
| 1989 | Unión Tierras Blancas (Coquimbo)          |
| 1990 | Juventud Unida Tierras Blancas (Coquimbo) |
| 1991 | Thunder (Coquimbo)                        |
| 1992 | CD San Juan (Coquimbo)                    |
| 1993 | Estudiantes Unidos (La Serena)            |
| 1994 | Thunder (Coquimbo)                        |
| 1995 | Thunder (Coquimbo)                        |
| 1996 | CD San Juan (Coquimbo)                    |
| 1997 | Pedro Carcuro (La Serena)                 |
| 1998 | Población Nueva Coquimbo (Coquimbo)       |
| 1999 | Alameda (Vicuña)                          |
| 2000 | Progreso (Coquimbo)                       |
| 2001 | Unión Minas (La Serena)                   |
| 2002 | Unión Minas (La Serena)                   |
| 2003 | Progreso (Coquimbo)                       |
| 2004 | Ánimas del Quisco (Coquimbo)              |
| 2005 | Unión Bellavista (Coquimbo)               |
| 2006 | Diablos Rojos (Ovalle)                    |
| 2007 | Unión Arzobispal (La Serena)              |
| 2008 | Escorpiones Rojos (Coquimbo)              |
| 2009 | David Arellano (Coquimbo)                 |
| 2010 | David Arellano (Coquimbo)                 |
| 2011 | Unión Tangue (Ovalle)                     |
| 2012 | San Lorenzo (Coquimbo)                    |
| 2013 | Los Delfines (Los Vilos)                  |
| 2014 | Ánimas del Quisco (Coquimbo)              |
| 2015 | Caupolicán (La Serena)                    |
| 2016 | Unión Bellavista (Coquimbo)               |
| 2017 | San Lorenzo (Coquimbo)                    |
| 2018 | Unión Bellavista (Coquimbo)               |
| 2019 | Unión Bellavista (Coquimbo)               |
| 2020 | Cancelado por la Pandemia de COVID-19     |
| 2021 | Cancelado por la Pandemia de COVID-19     |
| 2022 | Unión Bellavista (Coquimbo)               |
| 2023 | Miramar (Coquimbo)                        |
| 2024 | Unión Bellavista (Coquimbo)               |
| 2025 | Pedro Aguirre Cerda (La Serena)           |

### Campeones ANFA (Categoría Honor) Valparaíso
| Año  | Campeón                                   |
| 1985 | Navidad (La Ligua)                        |
| 1986 | Navidad (La Ligua)                        |
| 1987 | San Francisco (Valparaíso)                |
| 1988 | Asentamiento El Melón (Nogales)           |
| 1989 | San Francisco (Valparaíso)                |
| 1990 | Estrella Naciente (Viña del Mar)          |
| 1991 | San Francisco (Valparaíso)                |
| 1992 | Atlético O'Higgins (Los Andes)            |
| 1993 | Juventud Independiente (Valparaíso)       |
| 1994 | Helénico (Valparaíso)                     |
| 1995 | Minas Melón (Los Nogales)                 |
| 1996 | San Francisco (Valparaíso)                |
| 1997 | San Carlos (Calle Larga)                  |
| 1998 | San Francisco (Valparaíso)                |
| 1999 | Unión Católica El Melón (Los Nogales)     |
| 2000 | El Rayo (Quintero)                        |
| 2001 | Las Bandurrias (San Esteban)              |
| 2002 | Viña Errazuriz (Panquehue)                |
| 2003 | Unión Católica El Melón (Los Nogales)     |
| 2004 | General Velásquez (Puchuncaví)            |
| 2005 | Unión Rocuant (Valparaíso)                |
| 2006 | Unión Católica El Melón (Los Nogales)     |
| 2007 | Dínamo (Quillota)                         |
| 2008 | Atlético Cultural Balmaceda (San Antonio) |
| 2009 | General Velásquez (Puchuncaví)            |
| 2010 | Atlético Cultural Balmaceda (San Antonio) |
| 2011 | Dínamo (Quillota)                         |
| 2012 | Pueblo Nuevo (La Calera)                  |
| 2013 | Atlético Cultural Balmaceda (San Antonio) |
| 2014 | Juventud El Bajío (Quillota)              |
| 2015 | San Francisco (Valparaíso)                |
| 2016 | Unión Glorias Navales (Viña del Mar)      |
| 2017 | Almendral Alto (San Felipe)               |
| 2018 | El Sauce (Quilpue)                        |
| 2019 | La Higuera (La Ligua)                     |
| 2020 | Cancelado por la Pandemia de COVID-19     |
| 2021 | Cancelado por la Pandemia de COVID-19     |
| 2022 | La Higuera (La Ligua)                     |
| 2023 | El Roble (Llay-Llay)                      |
| 2024 | Bandera de Chile (Viña del Mar)           |
| 2025 | Guillermo Rivera (Valparaíso)             |

### Campeones ANFA (Categoría Honor) Metropolitana
| Año  | Campeón                                   |
| 1988 | Huracán (Renca)                           |
| 1989 | Juventud El Esfuerzo (Lo Espejo)          |
| 1990 | Juventud Tricolor (Lo Espejo)             |
| 1991 | Enrique Signe (Quinta Normal)             |
| 1992 | Unión San Pedro (Pirque)                  |
| 1993 | Miramontes (Las Condes)                   |
| 1994 | Almirante Riveros (San Bernardo)          |
| 1995 | Unión Católica (Renca)                    |
| 1996 | Julio Juárez (San Joaquín)                |
| 1997 | Juventud Varsovia (Lo Espejo)             |
| 1998 | Eugenio Matte (San Bernardo)              |
| 1999 | Caupolicán (El Monte)                     |
| 2000 | Nueva Esperanza (Puente Alto)             |
| 2001 | Población Balmaceda (P.A.C)               |
| 2002 | Juventud Colombia (San Gregorio)          |
| 2003 | Independiente de Ñuñoa (Macul)            |
| 2004 | 21 de mayo (Lo Espejo)                    |
| 2005 | Juventud Colombia (La Granja)             |
| 2006 | Juventud Varsovia (Lo Espejo)             |
| 2007 | El Cacique (La Pintana)                   |
| 200  | Estrella Manuel Rodríguez (La Florida)    |
| 2009 | Juventud Varsovia (Lo Espejo)             |
| 2010 | Juventud O'Higgins (Curacaví)             |
| 2011 | Juventud Varsovia (Lo Espejo)             |
| 2012 | Juventud Villa El Bosque (El Bosque)      |
| 2013 | Celtic (Lo Espejo)                        |
| 2014 | Universitario Lo Valledor Sur (Lo Espejo) |
| 2015 | Celtic (Lo Espejo)                        |
| 2016 | Juventud Varsovia (Lo Espejo)             |
| 2017 | Población Los Nogales (Estación Central)  |
| 2018 | Juventud Norambuena (San Joaquín)         |
| 2019 | Juventud Polonia (Lo Espejo)              |
| 2020 | Cancelado por la Pandemia de COVID-19     |
| 2021 | Cancelado por la Pandemia de COVID-19     |
| 2022 | No Hubo                                   |
| 2023 | Legua Juniors (San Joaquín)               |
| 2024 | Población Los Nogales (Estación Central)  |

### Campeones ANFA (Categoría Honor) O'Higgins
| Año  | Campeón                                            |
| 1985 | Sara Huape (Nancagua)                              |
| 1986 | Santa Isabel de El Maitén (Codegua)                |
| 1987 | Real San Martín (San Fernando)                     |
| 1988 | Libertad Manso de Velasco (Rancagua)               |
| 1989 | Santa Isabel de El Maitén (Codegua)                |
| 1990 | Unión Veterana (Peumo)                             |
| 1991 | Flecha San Jorge (Peumo)                           |
| 1992 | Unión Cáhuil (Pichilemu)                           |
| 1993 | Cardenal Caro (Pichilemu)                          |
| 1994 | Azucol (Rengo)                                     |
| 1995 | Azucol (Rengo)                                     |
| 1996 | Cardenal Caro (Pichilemu)                          |
| 1997 | Temsa (Rengo)                                      |
| 1998 | Cardenal Caro (Pichilemu)                          |
| 1999 | Unión Veterana (Peumo)                             |
| 2000 | Cardenal Caro (Pichilemu)                          |
| 2001 | Cardenal Caro (Pichilemu)                          |
| 2002 | Cardenal Caro (Pichilemu)                          |
| 2003 | Unión Compañía (Graneros)                          |
| 2004 | Unión Santa Amelia (Mostazal)                      |
| 2005 | Instituto Regional Federico Errázuriz (Santa Cruz) |
| 2006 | La Estrella (Graneros)                             |
| 2007 | Cóndor (Pichidegua)                                |
| 2008 | Juan Lyon de San Roberto (Pichidegua)              |
| 2009 | Paniahue (Santa Cruz)                              |
| 2010 | Paniahue (Santa Cruz)                              |
| 2011 | Paniahue (Santa Cruz)                              |
| 2012 | Paniahue (Santa Cruz)                              |
| 2013 | Ferroviario Comercial de Las Cabras (Peumo)        |
| 2014 | Paniahue (Santa Cruz)                              |
| 2015 | Juvenil Palmilla (Santa Cruz)                      |
| 2016 | Unión Santa Amelia (Mostazal)                      |
| 2017 | Unión Santa Amelia (Mostazal)                      |
| 2018 | Unión Caylloma (Quinta de Tilcoco)                 |
| 2019 | Cóndor (Pichidegua)                                |
| 2020 | Cancelado por la Pandemia de COVID-19              |
| 2021 | Cancelado por la Pandemia de COVID-19              |
| 2022 | Ferroviario Comercial de Las Cabras (Peumo)        |
| 2023 | Marcos Trincado (Rengo)                            |
| 2024 | Cóndor (Pichidegua)                                |
| 2025 | Marcos Trincado (Rengo) (2)                        |

### Campeones ANFA (Categoría Honor) Maule
| Año  | Campeón                                   |
| 1988 | Arturo Prat (Hualañe)                     |
| 1989 | Unión Independencia (Talca)               |
| 1990 | Independiente (Cauquenes)                 |
| 1991 | Aurora de Chile (Talca)                   |
| 1992 | Bobadilla (San Javier)                    |
| 1993 | Aserraderos Pacífico (Constitución)       |
| 1994 | Pangue Abajo (San Rafael)                 |
| 1995 |                                           |
| 1996 | 18 de Septiembre (Talca)                  |
| 1997 | Lautaro (Molina)                          |
| 1998 | Juvenil Seminario (Talca)                 |
| 1999 | Estrella del Mar (Constitución)           |
| 2000 | Estrella del Mar (Constitución)           |
| 2001 | Unión Pacífico (Talca)                    |
| 2002 | Naranjal (Villa Alegre)                   |
| 2003 | Unión Figueroa (Pencahue)                 |
| 2004 | Estrella del Mar (Constitución)           |
| 2005 | Favorita (Lontúe)                         |
| 2006 | Favorita (Lontúe)                         |
| 2007 | Buenos Aires (Parral)                     |
| 2008 | Juvenil Seminario (Talca)                 |
| 2009 | Favorita (Lontúe)                         |
| 2010 | Favorita (Lontúe)                         |
| 2011 | Juvenil Seminario (Talca)                 |
| 2012 | Colo-Colo (Cumpeo)                        |
| 2013 | Juvenil Seminario (Talca)                 |
| 2014 | Juvenil Seminario (Talca)                 |
| 2015 | Juvenil Seminario (Talca)                 |
| 2016 | Arturo Prat (Hualañe)                     |
| 2017 | Constitución FC (Constitución)            |
| 2018 | Independiente Sanatorio (Sagrada Familia) |
| 2019 | Deportivo La Obra (Talca)                 |
| 2020 | Cancelado por la Pandemia de COVID-19     |
| 2021 | Cancelado por la Pandemia de COVID-19     |
| 2022 | Constitución FC (Constitución)            |
| 2023 | Juvenil Seminario (Talca)                 |
| 2024 | Atlético Comercio FC (Talca)              |
| 2025 | Juvenil Seminario (Talca)                 |

### Campeones ANFA (Categoría Honor) Ñuble
| Año  | Campeón                     |
| 2022 | San Martín (Chillán)        |
| 2023 | El Lucero (Chillán)         |
| 2024 | San Martín (Chillán)        |
| 2025 | Unión Ferroviario (Coelemu) |

### Campeones ANFA (Categoría Honor) Bío-Bío
| Año  | Campeón                                |
| 1982 | Huracán (Concepción)                   |
| 1983 | Huracán (Concepción)                   |
| 1984 | Lozapenco (Penco)                      |
| 1985 | Chiguayante Sur (Caupolicán)           |
| 1986 | Sapel (Chillán)                        |
| 1987 | Los Náuticos (Talcahuano)              |
| 1988 | Sapel (Chillán)                        |
| 1989 | 21 de Mayo (Coronel)                   |
| 1990 | 21 de Mayo (Coronel)                   |
| 1991 | Ferroviarios (Monte Águila)            |
| 1992 | Pedro del Río Zañartu (Concepción)     |
| 1993 | Unión (San Carlos)                     |
| 1994 | Real Victoria (Los Ángeles)            |
| 1995 | Unión Lagunillas (Lagunillas)          |
| 1996 | Deportes Lirquén (Penco)               |
| 1997 | 21 de mayo (Coronel)                   |
| 1998 | Independiente Paillihue (Los Ángeles)  |
| 1999 | 21 de mayo (Coronel)                   |
| 2000 | Alianza Bellavista (Concepción)        |
| 2001 | Cóndor (Chillán)                       |
| 2002 | Huracán (Concepción)                   |
| 2003 | Estrella del Mar (Lota)                |
| 2004 | Diego Portales (Hualpén)               |
| 2005 | Juventud Baquedano (Los Ángeles)       |
| 2006 | Huracán (Concepción)                   |
| 2007 | Lord Cochrane (Concepción)             |
| 2008 | Lord Cochrane (Concepción)             |
| 2009 | Lord Cochrane (Concepción)             |
| 2010 | Lord Cochrane (Concepción)             |
| 2011 | Estrella del Mar (Lota)                |
| 2012 | Alper Punta Arenas (Concepción)        |
| 2013 | Crispulo Gándara (Hualpén)             |
| 2014 | Unión Candelaria (San Pedro de la Paz) |
| 2015 | Juventud Kennedy (Concepción)          |
| 2016 | Crispulo Gándara (Hualpén)             |
| 2017 | Roberto Mateos (Chillán)               |
| 2018 | Juventud Teniente Merino (Concepción)  |
| 2019 | Cólico Sur (Curanilahue)               |
| 2020 | Cancelado por la Pandemia de COVID-19  |
| 2021 | Cancelado por la Pandemia de COVID-19  |
| 2022 | Colo-Colito (Concepción)               |
| 2023 | Ferroviarios (Monte Águila)            |
| 2024 | América (Los Ángeles)                  |
| 2025 | Santos de América (Lagunillas)         |

### Campeones ANFA (Categoría Honor) La Araucanía
| Año  | Campeón                               |
| 1984 | Dante (Nueva Imperial)                |
| 1985 | Dante (Nueva Imperial)                |
| 1986 | Santos Futbol Club (Temuco)           |
| 1987 |                                       |
| 1988 | The Chilean (Traiguén)                |
| 1989 | Huracán (Lautaro)                     |
| 1990 | Huracán (Lautaro)                     |
| 1991 | Huracán (Lautaro)                     |
| 1992 |                                       |
| 1993 | Santos Futbol Club (Temuco)           |
| 1994 | Santos Futbol Club (Temuco)           |
| 1995 | Santos Futbol Club (Temuco)           |
| 1996 | Santos Futbol Club (Temuco)           |
| 1997 |                                       |
| 1998 | Dante (Nueva Imperial)                |
| 1999 | El Riel (Collipulli)                  |
| 2000 | Eduardo Thiers (Padre las Casas)      |
| 2001 | Comerció (Padre las Casas)            |
| 2002 | Deportivo Palacios (Temuco)           |
| 2003 | Luchador de Coñaripe (Licán Ray)      |
| 2004 | Luchador de Coñaripe (Licán Ray)      |
| 2005 | Ferrovilla (Villarica)                |
| 2006 | Ferrovilla (Villarica)                |
| 2007 | River Cautín (Temuco)                 |
| 2008 | Luchador de Coñaripe (Licán Ray)      |
| 2009 | Luchador de Coñaripe (Licán Ray)      |
| 2010 | Dante (Nueva Imperial)                |
| 2011 | Dante (Nueva Imperial)                |
| 2012 | Luchador de Coñaripe (Licán Ray)      |
| 2013 | Javiera Carrera (Angol)               |
| 2014 | Colón (Padre las Casas)               |
| 2015 | Colón (Padre las Casas)               |
| 2016 | Tres Esquinas (Pucón)                 |
| 2017 | Ferroviarios (Gorbea)                 |
| 2018 | Colón (Padre las Casas)               |
| 2019 | Dante (Nueva Imperial)                |
| 2020 | Cancelado por la Pandemia de COVID-19 |
| 2021 | Cancelado por la Pandemia de COVID-19 |
| 2022 | San Antonio Unido (Temuco)            |
| 2023 | San Antonio Unido (Temuco)            |
| 2024 | Colo-Colo (Villarrica)                |
| 2025 | Javiera Carrera (Angol)               |

### Campeones ANFA (Categoría Honor) Los Ríos
| Año  | Campeón                                  |
| 2008 | Audax (Futrono)                          |
| 2009 | Unión Wanderers General Lagos (Valdivia) |
| 2010 | Unión Wanderers General Lagos (Valdivia) |
| 2011 | Audax (Futrono)                          |
| 2012 | Liceo (Paillaco)                         |
| 2013 | Cudico (Lanco)                           |
| 2014 | Royal (Futrono)                          |
| 2015 | Unión Wanderers General Lagos (Valdivia) |
| 2016 | Gol y Gol de Vivanco (Río Bueno)         |
| 2017 | Royal (Futrono)                          |
| 2018 | Atlético Merino (Valdivia)               |
| 2019 | Royal (Futrono)                          |
| 2020 | Cancelado por la Pandemia de COVID-19    |
| 2021 | Cancelado por la Pandemia de COVID-19    |
| 2022 | Gol y Gol de Vivanco (Río Bueno)         |
| 2023 | Unión Wanderers General Lagos (Valdivia) |
| 2024 | Atlético Merino (Valdivia)               |
| 2025 | Royal (Futrono)                          |

### Campeones ANFA (Categoría Honor) Los Lagos
| Año  | Campeón                                  |
| 1977 | C.D. Federico Hott (Osorno)              |
| 1978 | C.D. Federico Hott (Osorno)              |
| 1979 | C.D. Estudiantes (Castro)                |
| 1980 | Centinela Español (Puerto Montt)         |
| 1981 | Centinela Español (Puerto Montt)         |
| 1982 | Alas Chilotas (Ancud)                    |
| 1983 | Centinela Español (Puerto Montt)         |
| 1984 | C.D. Arauco (Osorno)                     |
| 1985 | No hubo Torneo                           |
| 1986 | Everton (Purranque)                      |
| 1987 | No hubo Torneo                           |
| 1988 | Everton (Purranque)                      |
| 1989 | Universidad Austral de Chile ( Valdivia) |
| 1990 | C.D. Lintz ( Puerto Montt)               |
| 1991 | Universidad Austral de Chile ( Valdivia) |
| 1992 | C.D. Lintz ( Puerto Montt)               |
| 1993 | C.D. Pudeto (Ancud)                      |
| 1994 | C.D. Arauco (Osorno)                     |
| 1995 | C.D. Pudeto (Ancud)                      |
| 1996 | Estrella del Sur (Castro)                |
| 1997 | Estrella del Sur (Castro)                |
| 1998 | Arturo Prat (Rahue)                      |
| 1999 | Estrella del Sur (Castro)                |
| 2000 | C.D. Arauco (Osorno)                     |
| 2001 | C.D Bancario (Osorno)                    |
| 2002 | C.D. Arauco (Osorno)                     |
| 2003 | C.D. Centenario (La Unión)               |
| 2004 | Unión Wanderers (Valdivia)               |
| 2005 | Centinela Español (Puerto Montt)         |
| 2006 | Centinela Español (Puerto Montt)         |
| 2007 | Juan Costa (Puerto Varas)                |
| 2008 | Juan Costa (Puerto Varas)                |
| 2009 | C.D. Lintz (Puerto Montt)                |
| 2010 | José Miguel Carrera (Purranque)          |
| 2011 | Quesos Kumey (Purranque)                 |
| 2012 | Quesos Kumey (Purranque)                 |
| 2013 | Juventud Unida Dalcahue (Castro)         |
| 2014 | Atlético Seminario (Ancud)               |
| 2015 | Comerció (Castro)                        |
| 2016 | Barrancas (Puerto Montt)                 |
| 2017 | Quesos Kumey (Purranque)                 |
| 2018 | Juventud Unida Dalcahue (Castro)         |
| 2019 | Sergio Livingstone (Rahue)               |
| 2020 | Cancelado por la Pandemia de COVID-19    |
| 2021 | Cancelado por la Pandemia de COVID-19    |
| 2022 | Juventud Unida Dalcahue (Castro) (3)     |
| 2023 | Vicente Pérez Rosales (Puerto Montt) (1) |
| 2024 | Colonia La Radio (Frutillar) (1)         |

### Campeones ANFA (Categoría Honor) Aysén
| Año  | Campeón                               |
| 1988 |                                       |
| 1989 | Emilio Millar (Coyhaique)             |
| 1990 |                                       |
| 1991 |                                       |
| 1992 |                                       |
| 1993 | Emilio Millar (Coyhaique)             |
| 1994 | Emilio Millar (Coyhaique)             |
| 1995 | Emilio Millar (Coyhaique)             |
| 1996 | Baquedano (Coyhaique)                 |
| 1997 | Baquedano (Coyhaique)                 |
| 1998 | Baquedano (Coyhaique)                 |
| 1999 | Baquedano (Coyhaique)                 |
| 2000 | Baquedano (Coyhaique)                 |
| 2001 | Baquedano (Coyhaique)                 |
| 2002 | Baquedano (Coyhaique)                 |
| 2003 | Baquedano (Coyhaique)                 |
| 2004 | Lord Cochrane (Puerto Aysén)          |
| 2005 | Lord Cochrane (Puerto Aysén)          |
| 2006 | Lord Cochrane (Puerto Aysén)          |
| 2007 | Magallanes (Chaitén)                  |
| 2008 | San Juan de Lago Pollux (Coyhaique)   |
| 2009 | San Juan de Lago Pollux (Coyhaique)   |
| 2010 | Lord Cochrane (Puerto Aysén)          |
| 2011 | San Juan de Lago Pollux (Coyhaique)   |
| 2012 | Emilio Millar (Coyhaique)             |
| 2013 | Baquedano (Coyhaique)                 |
| 2014 | Colo-Colo (Chile Chico)               |
| 2015 | Colo-Colo (Chile Chico)               |
| 2016 | Halcones Rojos (Coyhaique)            |
| 2017 | San Juan de Lago Pollux (Coyhaique)   |
| 2018 | Baquedano (Coyhaique)                 |
| 2019 | Lord Cochrane (Puerto Aysén)          |
| 2020 | Cancelado por la Pandemia de COVID-19 |
| 2021 | Cancelado por la Pandemia de COVID-19 |
| 2022 | Liga Universitaria (Coyhaique)        |
| 2023 | Alas Portuarias (Puerto Aysén)        |
| 2024 | Liga Universitaria (Coyhaique)        |

### Campeones ANFA (Categoría Honor) Magallanes
| Año  | Campeón                               |
| 1981 | Bories (Puerto Natales)               |
| 1986 | Unión San Felipe (Punta Arenas)       |
| 1990 | Carlos Dittborn (Punta Arenas)        |
| 1991 | Prat (Punta Arenas)                   |
| 1992 | Alianza Verde (Puerto Natales)        |
| 1993 | Cosal (Punta Arenas)                  |
| 1994 | Sokol Croata (Punta Arenas)           |
| 1995 | Cosal (Punta Arenas)                  |
| 1996 | Servisalud (Puerto Natales)           |
| 1997 | Cosal (Punta Arenas)                  |
| 1998 | Cosal (Punta Arenas)                  |
| 1999 | Chile (Punta Arenas)                  |
| 2000 | Tierra del Fuego (Puerto Porvenir)    |
| 2001 | Chile (Punta Arenas)                  |
| 2002 | Prat (Punta Arenas)                   |
| 2003 | Prat (Punta Arenas)                   |
| 2004 | Presidente Ibáñez (Punta Arenas)      |
| 2005 | Cosal (Punta Arenas)                  |
| 2006 | Prat (Punta Arenas)                   |
| 2007 | Prat (Punta Arenas)                   |
| 2008 | Manuel Cuyul (Puerto Natales)         |
| 2009 | Prat (Punta Arenas)                   |
| 2010 | Prat (Punta Arenas)                   |
| 2011 | Bories (Puerto Natales)               |
| 2012 | Manuel Cuyul (Puerto Natales)         |
| 2013 | Manuel Cuyul (Puerto Natales)         |
| 2014 | Manuel Cuyul (Puerto Natales)         |
| 2015 | Prat (Punta Arenas)                   |
| 2016 | Bories (Puerto Natales)               |
| 2017 | Estrella del Sur (Punta Arenas)       |
| 2018 | Sokol Croata (Punta Arenas)           |
| 2019 | Estrella del Sur (Punta Arenas)       |
| 2020 | Cancelado por la Pandemia de COVID-19 |
| 2021 | Cancelado por la Pandemia de COVID-19 |
| 2022 | Bories (Puerto Natales)               |
| 2023 | Presidente Ibáñez (Punta Arenas) (2)  |
| 2024 | Bories (Puerto Natales) (4)           |
| 2025 | Sokol Croata (Punta Arenas) (3)       |